# العلاقات الألبانية النيبالية
العلاقات الألبانية النيبالية هي العلاقات الثنائية التي تجمع بين ألبانيا ونيبال.

## مقارنة بين البلدين
هذه مقارنة عامة ومرجعية للدولتين:
| وجه المقارنة                                              | ألبانيا                                                    | نيبال                             |
| --------------------------------------------------------- | ---------------------------------------------------------- | --------------------------------- |
| المساحة (كم2)                                             | 28.75 ألف                                                  | 147.18 ألف                        |
| عدد السكان (نسمة)                                         | 3.02 مليون                                                 | 29.40 مليون                       |
| الكثافة السكانية (ن./كم²)                                 | 105.04                                                     | 199.76                            |
| العاصمة                                                   | تيرانا                                                     | كاتماندو                          |
| اللغة الرسمية                                             | اللغة الألبانية                                            | اللغة النيبالية                   |
| العملة                                                    | ليك ألباني                                                 | روبية نيبالية                     |
| الناتج المحلي الإجمالي (بليون دولار)                      | 13.04 مليار                                                | 24.47 مليار                       |
| الناتج المحلي الإجمالي (تعادل القوة الشرائية) بليون دولار | 33.17 مليار                                                | 70.20 مليار                       |
| الناتج المحلي الإجمالي الاسمي للفرد دولار أمريكي          | 3.94 ألف                                                   | 743                               |
| الناتج المحلي الإجمالي للفرد دولار أمريكي                 | 11.11 ألف                                                  | 2.37 ألف                          |
| مؤشر التنمية البشرية                                      | 0.764                                                      | 0.548                             |
| رمز المكالمات الدولي                                      | +355                                                       | +977                              |
| رمز الإنترنت                                              | .al                                                        | .np                               |
| المنطقة الزمنية                                           | توقيت وسط أوروبا، ت ع م+01:00، ت ع م+02:00، أوروبا/تيرانا ‏ | UTC+05:45، التوقيت الموحد لنيبال ‏ |

## منظمات دولية مشتركة
يشترك البلدان في عضوية مجموعة من المنظمات الدولية، منها:
| علم المنظمة | اسم المنظمة                               | تاريخ انضمام ألبانيا | تاريخ انضمام نيبال |
| ----------- | ----------------------------------------- | -------------------- | ------------------ |
|             | الاتحاد البريدي العالمي                   | ?                    | ?                  |
|             | مؤسسة التنمية الدولية                     | 15 أكتوبر 1991       | 6 مارس 1963        |
|             | منظمة حظر الأسلحة الكيميائية              | ?                    | ?                  |
|             | منظمة التجارة العالمية                    | ?                    | ?                  |
|             | الأمم المتحدة                             | 14 ديسمبر 1955       | 14 ديسمبر 1955     |
|             | وكالة ضمان الاستثمار متعدد الأطراف        | 15 أكتوبر 1991       | 9 فبراير 1994      |
|             | منظمة الشرطة الجنائية الدولية             | ?                    | ?                  |
|             | مؤسسة التمويل الدولية                     | 15 أكتوبر 1991       | 7 يناير 1966       |
|             | البنك الدولي للإنشاء والتعمير             | 15 أكتوبر 1991       | 6 سبتمبر 1961      |
|             | المركز الدولي لتسوية المنازعات الاستشارية | 14 نوفمبر 1991       | 6 فبراير 1969      |
|             | يونسكو                                    | 16 أكتوبر 1958       | 1 مايو 1953        |

## وصلات خارجية
- موقع وزارة الخارجية الألبانية
- موقع وزارة الخارجية النيبالية